# Polyrhachis halidayi
Polyrhachis halidayi é uma espécie de formiga do gênero Polyrhachis, pertencente à subfamília Formicinae.